# Cordylomera
Genre
Cordylomera est un genre de coléoptères de la famille des Cerambycidae et de la sous-famille des Cerambycinae.

## Espèces
- Cordylomera acuminata (Fabricius, 1776)
- Cordylomera annulicornis Fairmaire, 1892
- Cordylomera apicalis Thomson, 1858
- Cordylomera atkinsoni Duffy, 1952
- Cordylomera basilewskyi Fuchs, 1971
- Cordylomera cervalhoi Veiga Ferreira, 1971
- Cordylomera comoensis Adlbauer, 2000
- Cordylomera copei Adlbauer, 2001
- Cordylomera delahayei Adlbauer, 2006
- Cordylomera elegans Distant, 1904
- Cordylomera etiennei Quentin & Villiers, 1979
- Cordylomera filicornis Duffy, 1952
- Cordylomera geniculata Buquet, 1843
- Cordylomera gracilis Veiga Ferreira, 1965
- Cordylomera gratiosa Murray, 1870
- Cordylomera heimi Teocchi, 1971
- Cordylomera inornata Duffy, 1952
- Cordylomera karschi Quedenfeldt, 1883
- Cordylomera laetitiae Teocchi, 1971
- Cordylomera lepesmei Duffy, 1952
- Cordylomera mourgliai Adlbauer, 1994
- Cordylomera nyassae Ferreira, 1957
- Cordylomera parva Ferreira, 1954
- Cordylomera principalis Distant, 1898
- Cordylomera puchneri Adlbauer, 2004
- Cordylomera rotundicollis Duffy, 1952
- Cordylomera ruficornis Chevrolat, 1855
- Cordylomera schmidi Adlbauer, 2015
- Cordylomera schoenherri Fåhraeus, 1872
- Cordylomera spinicornis (Fabricius, 1775)
- Cordylomera testacea Buquet, 1843
- Cordylomera vittata Jordan, 1903
- Cordylomera wieringai Adlbauer, 2001
- Cordylomera zambesiana Péringuey, 1855